# Leptataspis leonina
Leptataspis leonina är en insektsart som först beskrevs av William Lucas Distant 1908.  Leptataspis leonina ingår i släktet Leptataspis och familjen spottstritar. Inga underarter finns listade i Catalogue of Life.